# Българи от старо време (филм)
„Българи от старо време“ е български игрален филм от 1945 година, по сценарий и режисура на Димитър Минков. Оператор е Димитър Минков. Създаден е по повестта „Българи от старо време“ от Любен Каравелов. Музиката във филма е композирана от Николай Терзиев.

## Актьорски състав
- Стоян Бъчваров – Хаджи Генчо
- Петко Атанасов – Дядо Либен
- Елена Хранова – Хаджи Геновица
- Анна Андонова – Баба Либеница
- Надя Гълъбова – Лила
- Васил Вачев – Павлин
- Енчо Тагаров – Кадията
- Марта Мянкова
- Иван Шулев
- Димитър Русков
- Георги Белчев
- Руска Колева